# Andrija Artuković
 Andrija Artuković (1899-1988), surnommé le « boucher des Balkans », ou encore, le « Himmler croate », est un homme politique croate et criminel de guerre de la seconde guerre mondiale.
Il occupa les postes de ministre de l'intérieur et ministre de la justice de l'État indépendant de Croatie, un État fantoche crée par les Nazis et leurs alliés. Il fut à ce titre l'un des artisans principaux des crimes de guerre et des crimes contre l'humanité commis par cet Etat durant la seconde guerre mondiale. 

## Biographie

### Jeunesse et débuts dans le mouvement oustachi
Andrija Artukovic naît le 29 novembre 1899 à Klobuk, une ville de Herzégovine qui appartient alors à l'Empire austro-hongrois. Il est envoyé par ses parents étudier dans une école tenue par l' Ordre des Frères mineurs dans la ville de Siroki Brijeg, période
pendant laquelle il se radicalise.
Après avoir fini ces études, il entre à l'université de Zagreb dont il est diplômé en droit. Ultérieurement, il ouvre son propre cabinet d'avocat à Gospic. 
Partisan de la création d'un État croate ethniquement pur, il émigre vers 1930 en Italie où il rejoint le mouvement oustachi (alors en exil et soutenu notamment par les Fascistes italiens)  et devient un adjoint d'Ante Pavelic.
En 1934, il est arrêté alors qu'il est en déplacement à Londres. Soupçonné d'avoir joué un rôle dans  l'assassinat du Roi Alexandre Ier de Yougoslavie, organisé par les Oustachis, il est extradé en 1935 en Yougoslavie où il est détenu pendant plus d'un an avant d'être acquitté en avril 1936. 
À la suite de sa libération, il repart vivre à l'étranger, en Autriche et en Allemagne, mais sans se départir de son idéologie oustachie.

### Ministre de l'État indépendant de Croatie
À la suite de l'invasion de la Yougoslavie par les forces de l'Axe, un État fantoche, l'État indépendant de Croatie, est mis en place par les Nazis et leurs  alliés italiens le 10 avril 1941. Les Oustachis viennent au pouvoir et Artukovic est nommé ministre de l'intérieur dès le 16 avril. 
À ce titre, des lois raciales sont rapidement édictées, sur le modèle nazi et sous la supervision d'Artukovic : loi sur l’appartenance à la race (30 avril 1941), loi sur la protection du sang aryen et de l’honneur du peuple croate (30 avril 1941). La population serbe est soumise à des discriminations : Interdiction d'utiliser l'alphabet cyrillique, interdiction de l'Église orthodoxe serbe, interdiction de se déplacer la nuit, interdiction faite aux Serbes de résider dans les beaux quartiers et les centres des villes (et expropriation forcée de ceux qui y vivent). Puis tout comme les Juifs, les Serbes des grandes villes sont forcés à porter sur leur veste un signe distinctif, une bande de couleur bleue, avec la lettre P pour Pravoslavni (Orthodoxe, ce qui désigne la population serbe par opposition aux Croates Catholiques).
Artukovic est également chargé, dans le cadre de ses fonctions, de la mise en place des camps de concentration dans tout l'État pour exterminer les Serbes et les Juifs. Vingt-quatre camps de concentration furent construits sur tout le territoire de l’État indépendant de Croatie par les Oustachis, les premiers dès fin avril 1941. La Croatie fut à ce titre le seul « État » européen à réaliser sa politique d'extermination sans l'aide des Allemands.
Artukovic se montre très zélé dans l'exécution des atrocités oustachies, allant jusqu'à ordonner personnellement des massacres. Peu après sa prise de fonction, il déclare à la radio qu'il est « du devoir de chaque Croate non seulement de tuer chaque Serbe, femme ou enfant Serbe, mais même de tuer un enfant serbe dans le ventre de sa mère ». Il se vante également de la politique d'extermination des Juifs de l'État indépendant de Croatie, déclarant que « Nous avons résolu la question juive plus efficacement et rapidement qu'Hitler. Il n'y a plus de problème juif aujourd'hui ». Le 7 juin 1941, Artukovic accompagne Ante Pavelic dans sa visite officielle à Adolf Hitler.
Les estimations globales du nombre de victimes des atrocités, si elles varient dans une fourchette assez large, font toutes état de centaines de milliers de morts.

### Chute du régime et fuite
En mai 1945, le régime oustachi chute. Artukovic prend la fuite, et se rend d'abord en Autriche, d'où il est transféré en novembre 1946 en Suisse par un réseau catholique franciscain favorable aux Oustachis. Il s'installe alors à Fribourg sous la fausse identité d'Alois Anich. Cependant, sa véritable identité est découverte par la police cantonale fribourgeoise. Il semble y avoir alors eu des pressions des autorités fédérales suisses pour se débarrasser de cet encombrant personnage, qui finit par quitter le pays en juillet 1947. Après un crochet par l' Irlande, il se rend aux États-Unis (où vit son frère) avec un visa obtenu grâce à une fausse identité.

### Vie aux États-Unis et extradition
Artukovic s'installe près de Los Angeles où sa véritable identité est découverte par l'Immigration and Naturalization Service. Apprenant également sa présence aux États-Unis, le gouvernement de la république fédérative socialiste de Yougoslavie demande son extradition en 1951, pour qu'il soit jugé comme criminel de guerre.
La période va cependant être particulièrement favorable à Artukovic. Profitant du Maccarthysme ambiant et de la méfiance à l'égard des communistes aux États-Unis, ses avocats et partisans (notamment des groupes d'émigrés croates) mènent une campagne médiatique présentant Artukovic comme victime d'une conspiration  d'un État communiste illégitime, à savoir la Yougoslavie. La CIA est de son côté intéressée à garder Artukovic comme ressource pouvant être utile au vu de la guerre froide.
En conséquence, la requête d'extradition de la Yougoslavie est rejetée par la justice américaine au motif officiel que la demande de la Yougoslavie aurait une motivation politique. 
À partir de là, Artukovic vit paisiblement en Californie, sans être inquiété, travaillant comme comptable dans une entreprise de construction.
Cependant, les choses vont changer pour Artukovic à la fin des années 1970. Sous la pression d'organisations de traque d'anciens Nazis, notamment Simon Wiesenthal, et grâce à l'évolution du cadre législatif relatif aux criminels de guerre, les autorités américaines acceptent de rouvrir le dossier d'Artukovic. En 1984, la Cour de Los Angeles autorise finalement l'extradition d'Artukovic vers la Yougoslavie pour qu'il y soit jugé. Artukovic est effectivement extradé le 12 février 1986.

### Condamnation et mort
Artukovic est jugé devant le tribunal de district de Zagreb (République socialiste de Croatie), où le procès contre lui s'ouvre le 14 avril.
Après un mois de procès, Artukovic est reconnu coupable de crimes contre l'humanité, de crimes de guerre et de crimes contre le droit international, et est condamné à mort. Cependant, en raison de son grand âge et de sa mauvaise santé, l'exécution de la peine est ajournée de façon indéfinie.
Il décède finalement de mort naturelle dans une prison de Zagreb le 16 janvier 1988.